# ديك فوتس
ديك فوتس (بالإنجليزية: Dick Fouts)‏ هو لاعب كرة قدم كندية أمريكي، ولد في 7 أغسطس 1933 في أوماها في الولايات المتحدة، وتوفي في 5 أغسطس 2003 في مونتيري في الولايات المتحدة.